# Torneo Copa de Guatemala 1996
El Torneo Copa Gallo 1996 fue la edición del torneo de copa que se realizó en Guatemala. 
El campeón de esta edición fue el Deportivo Amatitlán que enfrentó en la final al club Municipal ganándole por un marcador de 5-4.

## Primera ronda

### Grupo A
| Equipo              | Pts | PJ | PG | PEG* | PEP* | PP | GF | GC | Dif |
| ------------------- | --- | -- | -- | ---- | ---- | -- | -- | -- | --- |
| Amatitlán           | 12  | 6  | 2  | 3    | 0    | 1  | 18 | 15 | +3  |
| Deportivo Escuintla | 11  | 6  | 3  | 0    | 2    | 2  | 12 | 11 | +1  |
| Zacapa              | 10  | 6  | 3  | 0    | 1    | 2  | 11 | 9  | +2  |
| Comunicaciones      | 3   | 6  | 0  | 1    | 1    | 4  | 10 | 13 | -3  |

- Los empates se definían en penales, al ganador se le otorgaban dos puntos y al perdedor se le otorgaba un punto (PEG: Partido Empatado Ganado; PEP: Partido Empatado Perdido)

### Grupo B
| Equipo        | Pts | PJ | PG | PEG* | PEP* | PP | GF | GC | Dif |
| ------------- | --- | -- | -- | ---- | ---- | -- | -- | -- | --- |
| Municipal*    | 11  | 6  | 3  | 0    | 2    | 1  | 15 | 19 | -4  |
| Azucareros    | 11  | 6  | 2  | 2    | 1    | 1  | 18 | 15 | +3  |
| Suchitepéquez | 10  | 6  | 2  | 2    | 0    | 2  | 16 | 13 | +3  |
| Xelajú MC     | 4   | 6  | 1  | 0    | 1    | 4  | 12 | 14 | -4  |

- Los empates se definían en penales, al ganador se le otorgaban dos puntos y al perdedor se le otorgaba un punto (PEG: Partido Empatado Ganado; PEP: Partido Empatado Perdido)
- Municipal primer lugar del grupo por más partidos ganados

### Grupo C
| Equipo      | Pts | PJ | PG | PEG* | PEP* | PP | GF | GC | Dif |
| ----------- | --- | -- | -- | ---- | ---- | -- | -- | -- | --- |
| Sacachispas | 12  | 6  | 3  | 1    | 1    | 1  | 14 | 14 | 0   |
| Izabal JC*  | 11  | 6  | 2  | 2    | 1    | 1  | 19 | 14 | 5   |
| Aurora      | 9   | 6  | 1  | 2    | 2    | 1  | 19 | 20 | -1  |
| Tally Juca  | 4   | 6  | 1  | 0    | 1    | 4  | 9  | 13 | -4  |

- Los empates se definían en penales, al ganador se le otorgaban dos puntos y al perdedor se le otorgaba un punto (PEG: Partido Empatado Ganado; PEP: Partido Empatado Perdido)
- Clasificado como mejor segundo.

## Fase final
|  | Semifinales | Semifinales | Semifinales | Semifinales | Semifinales |   |           | Final     | Final | Final | Final | Final |
|  |             |             |             |             |             |   |           |           |       |       |       |       |
|  | Municipal   | Municipal   |             |             | 5           |   |           |           |       |       |       |       |
|  | Sacachispas | Sacachispas |             |             | 0           |   |           |           |       |       |       |       |
|  |             |             |             |             |             |   | Municipal | Municipal | 1     | 3     | 4     |       |
|  |             | Amatitlán   | Amatitlán   | 1           | 4           | 5 |           |           |       |       |       |       |
|  | Amatitlán   | Amatitlán   |             |             | 3           |   |           |           |       |       |       |       |
|  | Izabal JC   | Izabal JC   |             |             | 2           |   |           |           |       |       |       |       |

## Final

### Partido de ida
| 1996 | Deportivo Amatitlán | 1-1 | Municipal | Estadio Guillermo Slowing, Amatitlán |  |

### Partido de vuelta
| 1996 | Municipal | 3-4 | Deportivo Amatitlán | Estadio Doroteo Guamuch Flores, Guatemala |  |